# Випробувальний термін (фільм, 1960)
«Випробувальний термін» (рос. «Испытательный срок») — радянський кольоровий художній фільм 1960 року про працівників карного розшуку 1920-х років. За однойменною повістю Павла Ніліна.

## Сюжет
1923 рік. Зайцев і Єгоров по путівці комсомолу направляються на роботу в карний розшук. Новачки — один сором'язливий і нерішучий, інший впевнений і наполегливий — прийняті на випробувальний термін…

## У ролях
- Олег Єфремов —  Улян Григорович Жур, старший уповноважений УР
- Олег Табаков —  Саша Єгоров
- Тамара Логінова —  Катя, сестра Єгорова
- В'ячеслав Невинний —  Сергій Зайцев
- Борис Новиков —  черговий Воробейчик
- Владислав Баландін —  Бармаш, співробітник УГРО
- Євген Урбанський —  начальник карного розшуку Куричов
- Євген Тетерін —  Ілля Борисович Кац, судовий медик
- Андрій Тутишкін —  прикажчик
- Михайло Семеніхін —  Афанасій Соловйов, друг Жура
- Володимир Соловйов —  Ожерельєв-старший, торговець зброєю
- Тетяна Струкова —  Ожерельєва, стара на печі
- Юрій Кірєєв —  Пашка Ожерельєв, бандит
- Павло Винник —  аптекар Григорій Митрофанович Фриньов
- Володимир Грибков —  працівник моргу
- Тетяна Лаврова —  Варя
- Олександра Попова —  гуляща
- Олена Максимова —  потерпіла
- Валентина Токарська —  круп'є в казино Калькутта
- Петро Рєпнін —  господар комісійного магазину
- Володимир Тягушев —  самогонщик
- Інна Федорова —  Анна Іванівна Кукушкіна, двірничка
- Олексій Добронравов —  Алтухін Дементій Омелянович (сусід-понятий)
- Альберт Філозов —  комсомольський секретар  (немає в титрах)

## Знімальна група
- Автор сценарію: Ігор Болгарин
- Режисер: Володимир Герасимов
- Оператор: Галина Пишкова
- Художник: Олександр Мягков
- Композитор: Антоніо Спадавеккіа